# Pas trop tôt
Pour plus de détails, voir Fiche technique et Distribution.
Pas trop tôt est un film italien réalisé par Alessandro Aronadio,,,, sorti en 2022.

## Fiche technique
Sauf indication contraire, les informations mentionnées dans cette section peuvent être confirmées par la base de données cinématographiques IMDb,  présente dans la section « Liens externes ».
- Titre original : Era ora
- Réalisation et scénario : Alessandro Aronadio
- Photographie : Roberto Forza
- Pays de production :  Italie
- Format : couleur
- Genre : Comédie dramatique
- Dates de sortie : 2022

## Distribution
- Edoardo Leo
- Barbara Ronchi
- Mario Sgueglia
- Francesca Cavallin
- Raz Degan
- Valentina Pastore
- Massimo Wertmüller